# Rhitymna xanthopus
Rhitymna xanthopus är en spindelart som beskrevs av Simon 1901. Rhitymna xanthopus ingår i släktet Rhitymna och familjen jättekrabbspindlar. Inga underarter finns listade i Catalogue of Life.